# 大同信用银行
大同信用银行是一家成立于1995年的朝鲜银行，总部位于朝鲜首都平壤市。 
该银行自2013年6月因“支持平壤大规模杀伤性武器计划”被列入美国财政部制裁名单。大同信用银行金融有限公司及其代表金卓三和朝鲜原子能局对外事务局局长孙门山亦被列为制裁对象。